# Mermiria
Mermiria es un género de saltamontes perteneciente a la subfamilia Gomphocerinae de la familia Acrididae, y está asignado a la tribu Mermiriini. Se distribuye en Estados Unidos y la zona norte de México.

## Especies
Las siguientes especies pertenecen al género Mermiria:
- Mermiria bivittata (Serville, 1839)
- Mermiria intertexta Scudder, 1899
- Mermiria picta (Walker, 1870)
- Mermiria texana (Bruner, 1889)